# 85511 Celnik
85511 Celnik è un asteroide della fascia principale. Scoperto nel 1997, presenta un'orbita caratterizzata da un semiasse maggiore pari a 2,4269898 UA e da un'eccentricità di 0,2034193, inclinata di 2,38239° rispetto all'eclittica.
L'asteroide è dedicato all'astronomo tedesco Werner E. Celnik.